# Hołny Wolmera (gmina)
Hołny Wolmera (lub Hołny-Wolmera) – dawna gmina wiejska istniejąca na przełomie XIX i XX wieku w guberni suwalskiej. Siedzibą władz gminy były Hołny Wolmera.
Za Królestwa Polskiego gmina należała do powiatu sejneńskiego w guberni suwalskiej.
Gmina istnieje nadal w 1889 roku, lecz nie ma jej już w wykazie gmin z 1891 roku.
W 1921 roku Hołny Wolmera wchodzą w skład gminy Berżniki.